# 3,7-ジメチルクェルセチン 4'-O-メチルトランスフェラーゼ
3,7-ジメチルクェルセチン 4'-O-メチルトランスフェラーゼ(3,7-dimethylquercetin 4'-O-methyltransferase、EC 2.1.1.83)は、以下の化学反応を触媒する酵素である。
S-アデノシル-L-メチオニン + 5,3',4'-トリヒドロキシ-3,7-ジメトキシフラボン{\displaystyle \rightleftharpoons }S-アデノシル-L-ホモシステイン + 5,3'-ジヒドロキシ-3,7,4'-トリメトキシフラボン
従って、この酵素の2つの基質はS-アデノシル-L-メチオニンと5,3',4'-トリヒドロキシ-3,7-ジメトキシフラボン（ラムナジン）、2つの生成物はS-アデノシル-L-ホモシステインと5,3'-ジヒドロキシ-3,7,4'-トリメトキシフラボン（アヤニン）である。
この酵素は、転移酵素、特に1炭素基を転移させるメチルトランスフェラーゼのファミリーに属する。系統名は、S-アデノシル-L-メチオニン:5,3',4'-トリヒドロキシ-3,7-ジメトキシフラボン 4'-O-メチルトランスフェラーゼ(S-adenosyl-L-methionine:5,3',4'-trihydroxy-3,7-dimethoxyflavone 4'-O-methyltransferase)である。